# Transeius fragilis
Transeius fragilis är en spindeldjursart som först beskrevs av Kolodochka och O.N. Bondarenko 1993.  Transeius fragilis ingår i släktet Transeius och familjen Phytoseiidae. Inga underarter finns listade i Catalogue of Life.